# Rhinomyias
Rhinomyias was een geslacht van zangvogels uit de familie vliegenvangers (Muscicapidae). De soorten uit dit geslacht zijn op de IOC World Bird List (versie 4.1.) verplaatst naar de geslachten Cyornis, Vauriella en Eumyias.